# Herman Reinders
Herman Bernard Reinders (Winterswijk, 19 juni 1937) is een Nederlands politicus, burgemeester en bestuurder.

## Leven en werk
Reinders, zoon van een gemeenteambtenaar in Winterswijk, studeerde sociale geografie aan de Universiteit Utrecht. Na zijn afstuderen koos hij voor een loopbaan bij de overheid. Hij was lid van de PvdA. In 1975 werd hij benoemd tot burgemeester van het Drentse Gasselte. In 1984 volgde zijn benoeming tot burgemeester van het Friese Heerenveen. In 1993 beëindigde hij zijn politiek bestuurlijke loopbaan en werd secretaris van de Kamer van Koophandel in Friesland. Tijdens zijn burgemeesterschap van Gasselte verzette hij zich tegen de proefboringen in de zoutkoepels in de bodem onder de gemeente Gasselte ten behoeve van de opslag van kernafval. De demonstratie tegen de opslag van kernafval op 2 juni 1979 in Gasselte trok grote belangstelling en verliep vreedzaam.
Reinders is officier in de Orde van Oranje-Nassau.